# 鄧元觀
邓元观（?—?），宋代临川人。
咸淳元年乙丑阮登炳榜进士。元观有诗才，平澹简远。餘事失考。